# S.O.D. (мікстейп)
S.O.D. (скорочено від Swammies on Deck) — мікстейп американського репера Тоні Єйо, що вийшов 29 вересня 2008 р. Четвертий реліз із серії ThisIs50. Гост: DJ Whoo Kid. «Face Off» потрапила до фільму «Перш ніж я себе знищу» (2009). На задній обкладинці під номером 12 зазначено відсутній на мікстейпі трек «O Dog Skit». Через це номери наступних пісень більші на одиницю у порівнянні зі справжнім треклистом.

## Список пісень
| #   | Назва                                            | Тривалість |
| --- | ------------------------------------------------ | ---------- |
| 1.  | «Joker Intro»                                    | 0:47       |
| 2.  | «Mo Money Mo Problems»                           | 1:34       |
| 3.  | «Southside to Bedstuy» (з участю Maino)          | 2:24       |
| 4.  | «Do It Right» (з участю Max B та French Montana) | 3:09       |
| 5.  | «All I Wanna Do» (у вик. 50 Cent)                | 2:13       |
| 6.  | «Mr 12, 12, 58»                                  | 2:21       |
| 7.  | «Hit on Joker»                                   | 0:49       |
| 8.  | «Catch a Body»                                   | 2:35       |
| 9.  | «Come Out» (з участю Prodigy)                    | 5:02       |
| 10. | «Joker Skit»                                     | 0:19       |
| 11. | «I Got It Made»                                  | 2:45       |
| 12. | «Hate Blog»                                      | 1:56       |
| 13. | «Gang Life» (з участю Max B та French Montana)   | 4:17       |
| 14. | «Joker Skit»                                     | 0:29       |
| 15. | «Face Off» (з участю Cory Gunz та Ransom)        | 4:13       |